# LP (cantora)

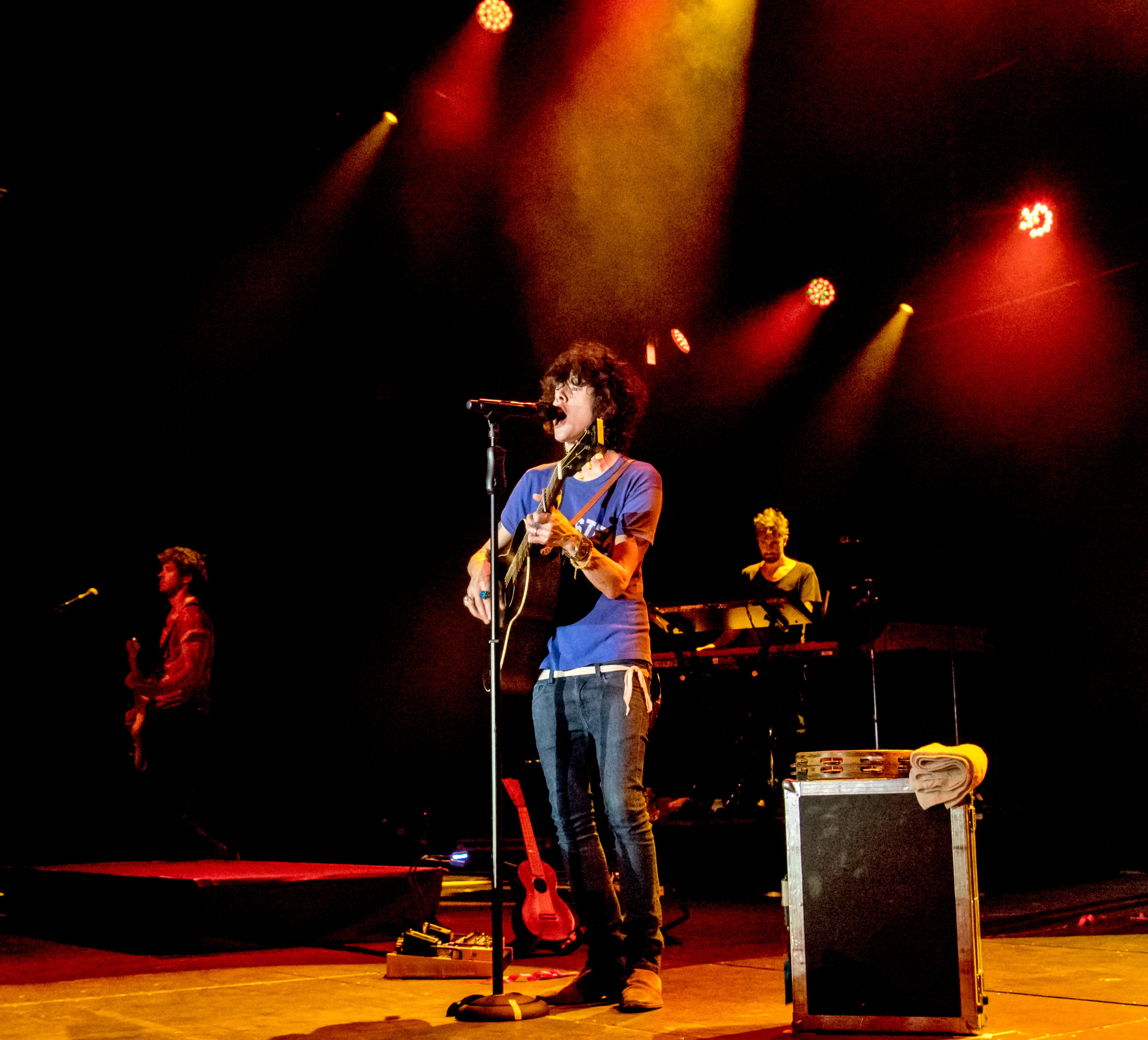
LP Zelt-Musik-Festival em 2018 Freiburg, Alemanha

Laura Pergolizzi (Long Island, 18 de março de 1981), mais conhecida por seu nome artístico LP, é uma cantora e compositora estadunidense. Nascida e criada em Nova Iorque, ela se mudou para Los Angeles em 2010. Ela já lançou três álbuns de estúdio e um EP. Como compositora, já escreveu para Cher, Rihanna e Christina Aguilera, dentre outros.

## Biografia e carreira

### Primeiros anos
LP se formou na Walt Whitman High School em 1996. Depois, mudou-se para Nova Iorque e mudou seu nome artístico para "LP" durante esse tempo. David Lowery, da banda Cracker, viu sua apresentação e a colocou para cantar em "Cinderella", uma faixa oculta do álbum Gentleman's Blues, lançado em 1998. Lowery continuou produzindo seu álbum de estreia, Heart-Shaped Scar, lançado em 2001 através da Koch Records.
O segundo álbum de LP, Suburban Sprawl & Alcohol, foi lançado em junho de 2004 através da Lightswitch Records. Neste trabalho, ela colaborou em conjunto com a compositora e produtora musical Linda Perry. No entanto, apesar de uma extensa turnê para promover o lançamento e críticas positivas da mídia especializada, o álbum não conseguiu um reconhecimento geral.

### 2006–2010
Em 2006, LP apareceu na conferência de música South by Southwest, e supostamente provocou uma disputa de contratos entre as principais gravadoras musicais, eventualmente sendo contratada por L.A. Reid para a gravadora Island Def Jam Music Group, empresa subsidiária da Universal Music Group. No entanto, devido a divergências artísticas, ela encerrou o contrato. Em 2007, assina com o selo independente SoBe Entertainment, com as faixas do álbum que ela escreveu na gravadora. "Love Will Keep You Up All Night", uma das faixas que havia escrito na Island Def Jam Music Group com Billy Mann, foi lançada pelo grupo Backstreet Boys no final de 2007, no álbum Unbreakable. LP escreveu e apresentou "Wasted", do álbum Suburban Sprawl & Alcohol, que foi tema da série "South of Nowhere", do canal TeenNick. The Hills, reality show da MTV de 2010, contou com a canção "Damage is Done", lançada posteriormente no iTunes. Durante o ano de 2009, LP começou a escrever músicas para outras artistas, trabalhando extensivamente no álbum de Heidi Montag, Superficial. Ela escreveu o single "More Is More", bem como as faixas do disco "Twisted", "Hey Boy" e "Love It or Leave It". Ela também escreveu outras músicas com Montag, juntamente com Cathy Dennis, como "Look How I'm Doin'", "I Do This" e "Who's That Girl". Uma canção escrita com Alexander Kronlund, "Standing Where You Left Me", foi lançada no álbum de estreia britânico de Erik Hassle, Pieces.

### 2010–2012
Em agosto de 2010, foi contratada por RedOne para a gravadora 2101 Records. Ela conseguiu seu primeiro grande avanço como compositora, co-escrevendo para Rihanna a canção "Cheers (Drink to That)", presente no álbum Loud. "Cheers (Drink to That)" possui um gancho vocal executado por LP (retirado de "I'm with You", canção de Avril Lavigne). Numa entrevista para a MTV News, Rihanna afirmou: "Eu amo essa canção ['Cheers']. É uma de minhas canções favoritas nesse álbum. Ela foi feita para quem quer celebrar. Ela lhe dá uma grande vontade de você quer sair e tomar uma bebida. (...) As pessoas não podem esperar para o fim de semana." LP continuou a co-escrever canções, como "Beautiful People", cantada por Christina Aguilera e inclusa na trilha sonora de Burlesque.
Em junho de 2011, LP co-escreveu "Afraid to Sleep", cantada pela finalista do The Voice, Vicci Martinez. Em setembro de 2011, ela assinou um contrato com a Warner Bros. Records. Pouco tempo depois, "Into the Wild", escrita e interpretada por LP, foi utilizada numa campanha nacional do Citibank. Em abril de 2012, ela lança seu primeiro material de estúdio para uma gravadora, Into the Wild: Live at EastWest Studios, um extended play ao vivo, e começou a se apresentar extensivamente, incluindo festivais como SXSW, Bonnaroo, Lollapalooza, Bumbershoot, Tropfest e também em Sonic Boom, em Tóquio, e na Hyde Park, em Londres. Em 2012, ela foi a primeira mulher Embaixadora da Martin Guitar.

### 2013–presente
Em maio de 2012, foi apresentada como "Artista da Semana" pela revista Vogue. Nos dois anos seguintes, completou a gravação de seu terceiro álbum que incluiu colaborações com Billy Steinberg, Isabella Summers (do Florence and the Machine), Josh Alexander, Claude Kelly, Justyn Pilbrow, Carl Ryden e Rob Kleiner. O álbum foi produzido por Rob Cavallo, presidente e produtor da Warner Bros. Records. Em 1 de abril de 2014, LP anuncia que seu terceiro álbum de estúdio iria se chamar Forever for Now, sendo lançado oficialmente em 3 de junho de 2014. O álbum foi promovido com o primeiro single "Night Like This". Após o lançamento do álbum, um segundo single intitulado "Someday" foi lançado em junho de 2014 no Canada. Em 16 de setembro de 2014, um vídeo musical para "Tokyo Sunrise" foi lançado oficialmente no site da revista Time.
Em setembro de 2015, LP lançou o single "Muddy Waters", o primeiro do EP Death Valley e de seu quarto álbum de estúdio Lost on You. Em junho de 2016, a canção esteve presente na cena final da quarta temporada de Orange is the New Black, da Netflix. Em novembro de 2015, o segundo single, "Lost on You", foi lançado, junto com o início de uma residência no clube No Vacancy. Ambas as canções foram originadas de uma colaboração com Mike Del Rio. Um EP intitulado Death Valley foi lançado em 17 de junho de 2016.

## Vida pessoal
LP se define como uma pessoa não-binária e prefere não impor pronomes neutros por achar que, de acordo com suas palavras, "tiraria muito da minha vida insistir em 'they'. Mas eu respeito as pessoas que fazem isso." LP diz não se importar em ser referida como uma "mulher lésbica comum", apesar de não se sentir confortável com alguma associação cisgênero.

## Discografia

### Álbuns de estúdio
| Heart-Shaped Scar                                                                      | - Lançamento: 2001 - Formato(s): CD, download digital - Gravadora(s): Koch Records                              | —   | — | — |
| Suburban Sprawl & Alcohol                                                              | - Lançamento: 29 de junho de 2004 - Formato(s): CD, download digital - Gravadora(s): Lightswitch Records        | —   | — | — |
| Forever for Now                                                                        | - Lançamento: 2 de junho de 2014 - Gravadora(s): Warner Bros. Records - Formato(s): CD, Vinil, download digital | 132 | 2 | 5 |
| Lost on You                                                                            | - Lançamento: 9 de dezembro de 2016 - Gravadora(s): Warner Bros. Records - Formato(s): CD, download digital     | —   | — | — |
| Heart to Mouth                                                                         | - Lançamento: 2018 - Gravadora(s):                                                                              | —   | — | — |
| Churches                                                                               | - Lançamento: 3 de dezembro de 2021 - Gravadora(s): SOTA Records/Dive Alone Records                             | —   | — | — |
| Love Lines                                                                             | - Lançamento: 29 de setembro de 2023 - Gravadora(s): BMG Rights Management                                      | —   | — | — |
| "—" indica uma obra que não entrou na tabela musical ou não foi lançada no território. | |     |   |   |

### Extended plays
| Into the Wild: Live at EastWest Studios                                                | - Lançamento: 24 de abril de 2012 - Formato(s): CD/DVD, LP, download digital - Gravadora(s): Warner Bros. Records | 6 | 6 | —  | —  |
| Spotify Sessions                                                                       | - Lançamento: 2 de outubro de 2012 - Formato(s): Streaming online                                                 | — | — | —  | —  |
| Death Valley                                                                           | - Lançamento: 17 de junho de 2016 - Formato(s): Download digital                                                  | — | — | 75 | 41 |
| "—" indica uma obra que não entrou na tabela musical ou não foi lançada no território. | |   |   |    |    |

### Singles
| "Into the Wild" (ao vivo)                                                              | 2012 | — | — | — | —  | —   | — | —  | —  | — | — |                                                  | Into the Wild: Live at EastWest Studios |
| "Into the Wild"                                                                        | 2012 | — | — | — | —  | —   | — | —  | —  | — | — |                                                  | Forever for Now                         |
| "Night Like This"                                                                      | 2014 | — | — | — | —  | —   | — | —  | 35 | — | — |                                                  | Forever for Now                         |
| "Someday"                                                                              | 2014 | — | — | — | —  | —   | — | —  | —  | — | — |                                                  | Forever for Now                         |
| "Muddy Waters"                                                                         | 2015 | — | — | — | 42 | —   | — | —  | —  | — | — |                                                  | Death Valley (EP) e Lost on You         |
| "Lost on You"                                                                          | 2015 | 4 | 1 | 9 | —  | 1   | 1 | 5  | —  | 1 | 5 | - FIMI: Platina - IFPI SUI: Ouro - ZPAV: Platina | Death Valley (EP) e Lost on You         |
| "Other People"                                                                         | 2016 | — | — | — | —  | 116 | 9 | 79 | —  | — | — | —                                                | Death Valley (EP) e Lost on You         |
| "—" indica uma obra que não entrou na tabela musical ou não foi lançada no território. |      |   |   |   |    |     |   |    |    |   |   |                                                  |                                         |

## Créditos de composição
| Ano  | Artista            | Título                                                            | Álbum                                         |
| ---- | ------------------ | ----------------------------------------------------------------- | --------------------------------------------- |
| 2007 | Backstreet Boys    | "Love Will Keep You Up All Night"                                 | Unbreakable                                   |
| 2010 | Erik Hassle        | "Standing Where You Left Me"                                      | Taken (EP)                                    |
| 2010 | Heidi Montag       | "More Is More"                                                    | Superficial                                   |
| 2010 | Heidi Montag       | "Twisted"                                                         | Superficial                                   |
| 2010 | Heidi Montag       | "Hey Boy"                                                         | Superficial                                   |
| 2010 | Heidi Montag       | "Love It or Leave It"                                             | Superficial                                   |
| 2010 | Christina Aguilera | "Beautiful People"                                                | Burlesque: Original Motion Picture Soundtrack |
| 2011 | Rihanna            | "Cheers (Drink to That)"                                          | Loud                                          |
| 2011 | Hitomi             | "You Don't Get to Know"                                           | Single sem álbum                              |
| 2011 | Greyson Chance     | "Waiting Outside the Lines" (Remix) (com participação de Charice) | Single sem álbum                              |
| 2011 | Vicci Martinez     | "Afraid to Sleep"                                                 | Single sem álbum                              |
| 2011 | Luciana            | "I'm Still Hot"                                                   | Single sem álbum                              |
| 2012 | Chiddy Bang        | "Happening"                                                       | Single sem álbum                              |
| 2012 | Joe Walsh          | "Hi-Roller Baby"                                                  | Analog Man                                    |
| 2012 | Rita Ora           | "Shine Ya Light"                                                  | Ora                                           |
| 2012 | The Veronicas      | "Lolita"                                                          | Single sem álbum                              |
| 2012 | Leona Lewis        | "Fingerprint"                                                     | Glassheart                                    |
| 2013 | Cher               | "Red"                                                             | Closer to the Truth                           |
| 2013 | Cher               | "Pride"                                                           | Closer to the Truth                           |
| 2014 | Karmin             | "Tidal Wave"                                                      | Pulses                                        |
| 2014 | Cher Lloyd         | "Human"                                                           | Sorry I'm Late                                |
| 2014 | The Veronicas      | "Line of Fire"                                                    | The Veronicas                                 |
| 2015 | Ella Henderson     | "Mirror Man"                                                      | Chapter One                                   |